# Championnats du monde d'escrime 1966
Navigation
Édition précédente Édition suivante
Les championnats du monde 1966 se sont déroulés à Moscou en Union soviétique du 6 au 16 juillet 1966. Ils sont organisés par la Fédération soviétique d'escrime sous l’égide de la Fédération internationale d'escrime.
La compétition comprend cette année-là 8 épreuves (deux féminines et 6 masculines) :
- Féminines
  - Fleuret individuel
  - Fleuret par équipe
- Masculines
  - Fleuret individuel
  - Fleuret par équipe
  - Epée individuelle
  - Epée par équipe
  - Sabre individuel
  - Sabre par équipe

## Médaillés
| Épreuves           | Or | Argent | Bronze |
| ------------------ | --- | --- | --- |
| Épée               | | | |
| Hommes individuel  | Aleksey Nikanchikov | Claude Bourquard                                                                                             | Bogdan Gonsior                                                                                             |
| Hommes par équipes | France- Jean-Pierre Allemand - Yves Boissier - Claude Bourquard - Jacques Brodin - Yves Dreyfus                                   | Union soviétique- Aleksey Nikanchikov - Vladimir Godjiev - Guram Kostava - Iouri Shmoliakov - Hryhoriy Kriss | Suède- Karl-Erik Broms - Hans Lagerwall - Lars-Erik Larsson - Jan Skogh - Carl von Essen                   |
| Fleuret            | | | |
| Hommes individuel  | German Sveshnikov | Jean-Claude Magnan                                                                                           | Viktor Putyatin                                                                                            |
| Hommes par équipes | Union soviétique- Mark Midler - Yuriy Sisikin - Yuriy Sharov - Viktor Putyatin - German Sveshnikov                                | Hongrie- Béla Gyarmati - József Gyuricza - Jenő Kamuti - László Kamuti - Sándor Szabó                        | Pologne- Witold Woyda - Egon Franke - Adam Lisewski - Janusz Różycki - Ryszard Parulski                    |
| Femmes individuel  | Tatyana Petrenko-Samusenko | Aleksandra Zabelina                                                                                          | Galina Gorokhova                                                                                           |
| Femmes par équipes | Union soviétique- Galina Gorokhova - Valentina Prudskova - Aleksandra Zabelina - Diana Nikantchikova - Tatyana Petrenko-Samusenko | Hongrie- Ildikó Rejtő - Ildikó Bóbis - Mária Gulácsy - Lidia Sákovits-Dömölky - Paula Marosi                 | France- Marie-Chantal Depetris - Brigitte Gapais - Claudette Herbster - Annick Level - Catherine Rousselet |
| Sabre              | | | |
| Hommes individuel  | Jerzy Pawłowski | Tibor Pézsa                                                                                                  | Zoltán Horváth                                                                                             |
| Hommes par équipes | Hongrie- Péter Bakonyi - Tibor Pézsa - Zoltán Horváth - Miklós Meszéna - Tamás Kovács                                             | Union soviétique- Mark Rakita - Yakov Rylskiy - Eduard Vinokurov - Nougzar Assatiani - Umyar Mavlikhanov     | France- Claude Arabo - Jacques Lefèvre - Serge Panizza - Marcel Parent - Bernard Vallée                    |

## Tableau des médailles
| Rang | Nation           | Or | Argent | Bronze | Total |
| ---- | ---------------- | -- | ------ | ------ | ----- |
| 1    | Union soviétique | 5  | 3      | 2      | 10    |
| 2    | Hongrie          | 1  | 3      | 1      | 5     |
| 3    | France           | 1  | 2      | 2      | 5     |
| 4    | Pologne          | 1  | 0      | 2      | 3     |
| 5    | Suède            | 0  | 0      | 1      | 1     |